# Akademia Rolnicza w Datnowie

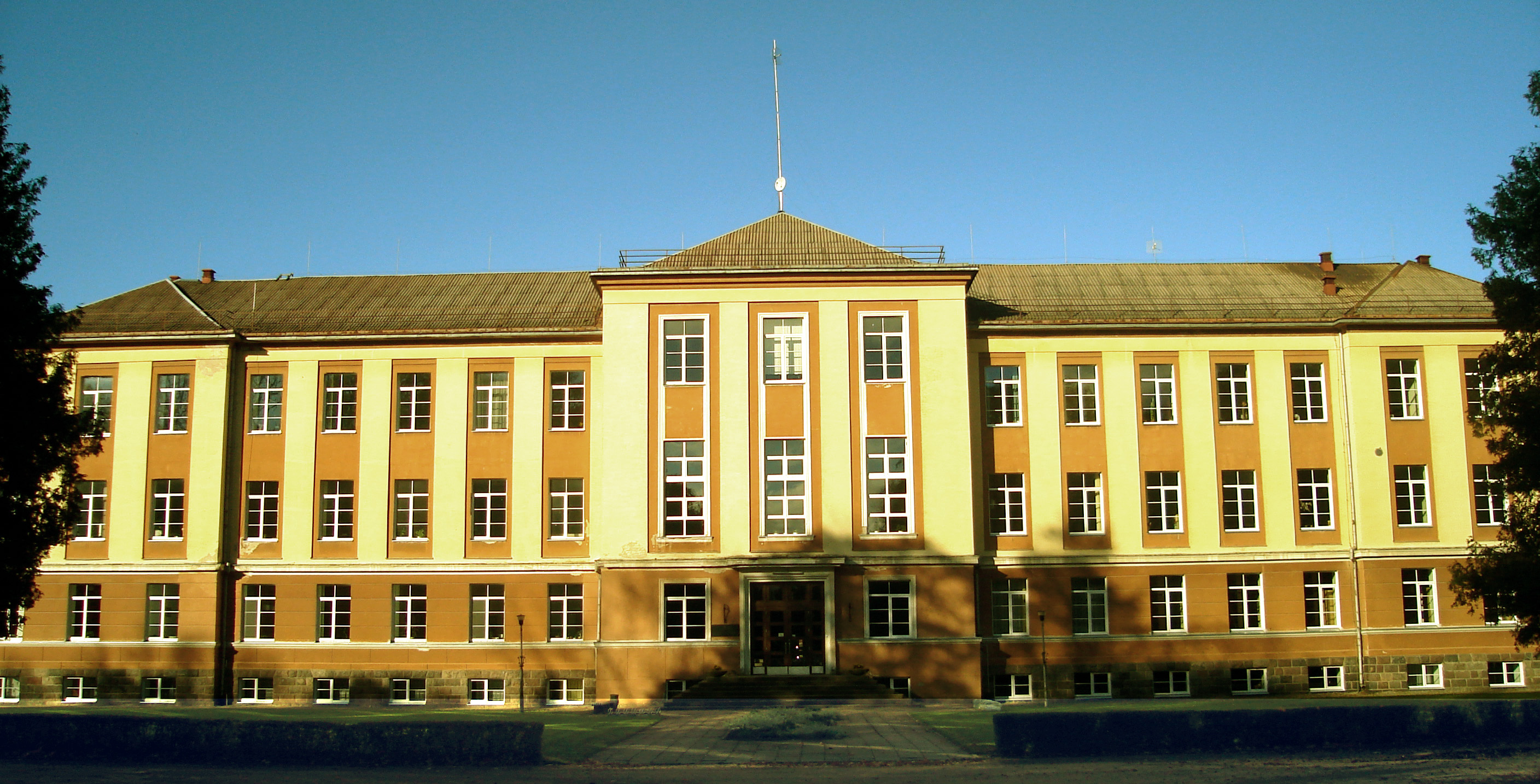
Siedziba szkoły zbudowana w latach 1911–14.

Akademia Rolnicza w Datnowie (lit. Akademijos žemės ūkio institutas) - szkoła rolnicza znajdująca się w Akademii koło Datnowa na Litwie.

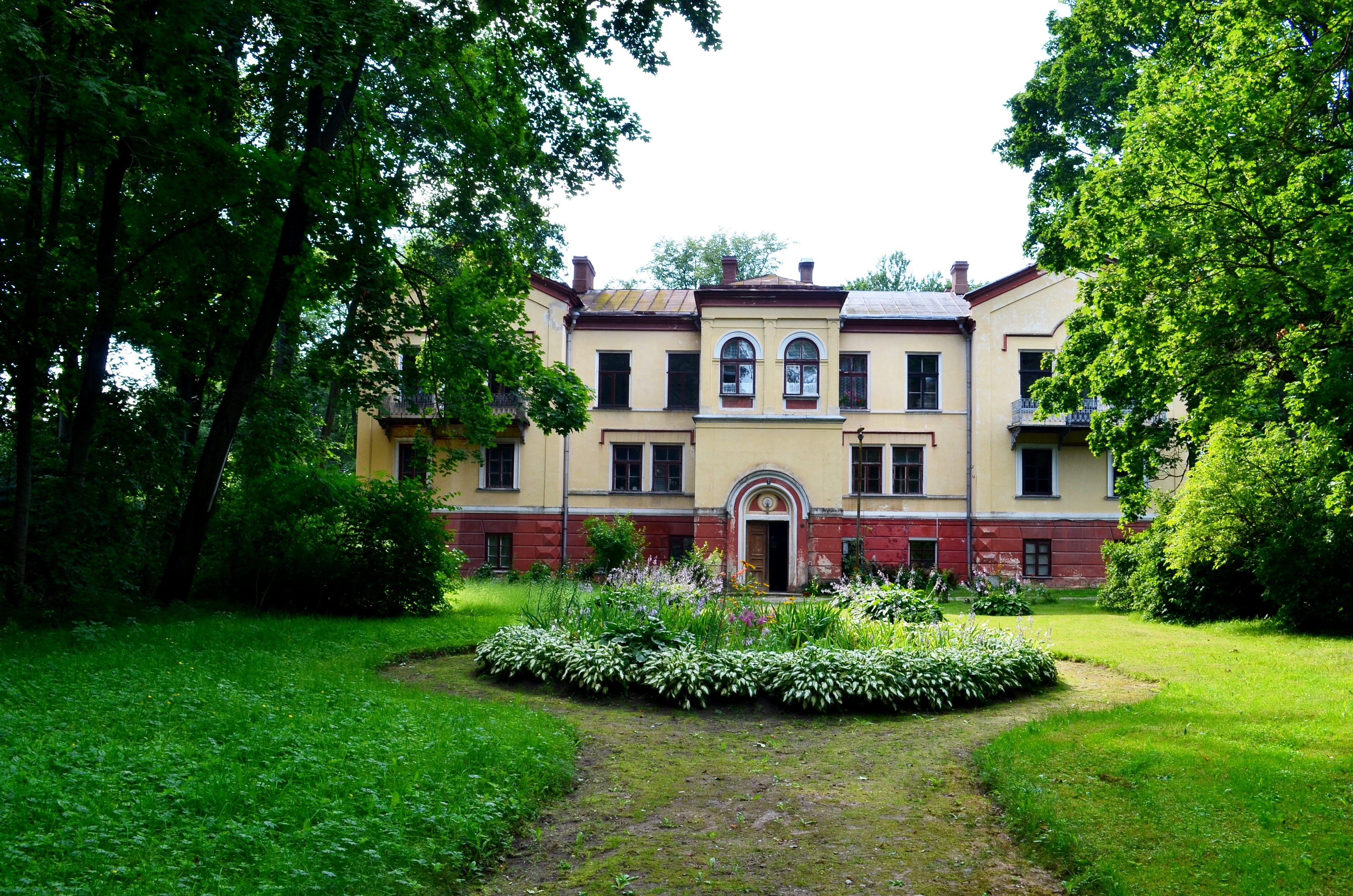
XVI-wieczny dwór w Datnowie.

Uczelnia mieści się w XVI-wiecznym pałacu zbudowanym przez rodzinę Izakowskich. Została założona przez premiera Stołypina w 1911 roku. W latach 1911–14 zbudowano nową siedzibę placówki wraz z domem studenckim. Po odzyskaniu przez Litwę niepodległości w 1918 roku szkoła działała jako Szkoła Rolnictwa i Leśnictwa (lit. žemės ūkio ir miškų mokykla), od 1922 roku jako Technikum Rolnicze (žemės ūkio technikumu).